# 콩팥 기능상실
콩팥 기능상실( - 技能喪失, 영어: kidney failure, renal failure, renal insufficiency) 또는 신부전(腎不全)은 콩팥이 망가져 생기는 병으로, 만성과 급성으로 나눈다. pre-renal, renal, post-renal로 나눈다. 만성신부전의 경우는 투석을 하거나 신장 이식을 하지 않으면 생명이 위태롭다. 신장이 기능을 잃게 되는 원인은 여러가지이나, 유전적인 다낭성 신종이 원인이면 혈연 관계가 있는 가족이 모두 걸리는 경우도 있다.
말기 신장 질환(end-stage kidney disease)이라고도 부르는 콩팥 기능상실은 신장 기능이 멈춘 상태를 말한다. 신부전은 급성 신부전(빠르게 진행됨)과 만성 신부전(장기간에 걸쳐 진행됨)으로 구분된다. 증상으로 다리부종, 피로감, 구토, 식욕부진, 착란 등이 있을 수 있다. 급성 신부전의 합병증에는 요독증, 고칼륨혈증, 또는 용적과부하 등이 있다. 만성 신부전의 합병증에는 심장질환, 고혈압 또는 빈혈 등이 있다.
급성 신부전의 원인은 저혈압, 요도폐쇄, 특정약물, 근육분해, 용혈성 요독증후군 등이다. 만성 신부전증의 원인은 당뇨, 고혈압, 신증후군, 다낭성 신장병 등이다. 급성신부전의 진단은 소변생성량 감소, 혈중크레아티닌 증가와 같은 요인을 복합적으로 고려하여 내려진다. 만성 신부전은 특징적으로 사구체여과율(GFR) 15 미만, 신대체요법의 필요성 등에 근거하여 진단한다. 신부전은 만성신질환(chronic kidney disease) 5기에 해당하기도 한다.
급성 신부전의 치료는 기저질환에 따라 달라진다. 만성 신부전의 치료는 혈액투석, 복막투석, 신장이식 등으로 이루어진다. 혈액투석은 기계를 사용하여 몸 밖에서 혈액을 여과하는 방법이다. 복막투석은 특수한 용액을 복강에 주입한 후 배액하는 과정을 하루에 수차례 반복하면서 이루어진다. 신장이식은 타인의 신장을 이식하는 수술을 한 후 면역억제제투약을 통해 거부반응을 예방하는 치료법이다. 만성 신부전의 경우, 활동적인 생활방식과 특정 식이요법이 권장된다.
미국에서는 매년 1,000명 중 3명이 신부전에 걸린다. 만성 신부전은 미국인 1,000명 중 1명이 가지고 있으며, 매년 10,000명 중 3명이 발병한다. 급성 신부전은 만성 신부전과는 달리 회복이 가능한 경우가 많다. 적절한 치료를 받는다면 만성신부전 환자도 일을 계속할 수 있다.

## 분류
신부전은 급성 신손상과 만성 신부전, 두 가지로 분류된다. 신부전의 종류는 혈청크레아티닌수치로 감별하는데, 만성 신부전은 대개 빈혈과 신장 크기 감소 나타나기 때문에 빈혈과 초음파 상 신장 크기를 기준으로 급성신손상과 구별한다.

### 급성 신손상
급성신손상(Acute kidney injury, AKI)은 과거에 급성 신부전(Acute Renal Failure, ARF)으로 불렸다. 급성신손상은 신장기능이 급속하게 떨어지는 상태로, 대개 핍뇨(소변생성감소, 성인은 하루 400 mL 미만, 아동은 0.5 mL/kg/h 미만, 영아는 1 mL/kg/h 미만)와 수분 및 전해질 불균형이 특징적으로 나타난다.  AKI는 다양한 원인으로 유발되는데, 일반적으로 신전성(prenatla), 신성(intrinsic), 신후성(postrenal)으로 분류된다.  파라쿼트(paraquat) 중독환자 중 다수에 AKI가 나타나고, 경우에 따라 혈액투석이 필요할 수도 있다. 이 경우 근본적인 원인을 파악하고 진행을 막는 치료가 필요하며, 근본적인 원인을 치료하는데 필요한 시간동안 투석이 필요하기 때문이다.

### 만성 신부전
만성 신부전(CKD)은 서서히 진행되면서 증상이 없을 수도 있다. CKD는 불가역적인 급성질환의 만성 합병증으로 나타날 수 있고, 질병진행 과정에서 발생할 수도 있다.

### 급성 장기부전
급성 신손상이 만성 신부전과 더불어 나타날 수 있는데 이를 급성 장기신부전(Acute-on-chronic kidney failure, AoCRFCRF)이라고 한다.  AoCRF의 급성기는 불가역적이고, AKI와 더불어 치료목표는 이전 신기능 상태를 회복하는 것으로, 혈청 크레아티닌이 회기준이 된다.  AKI처럼, AoCRF는 의사의 지속적인 관찰이 없고, 이전 신장기능 혈액검사가 없어 비교할 수 없으면 만성신질환과 구분이 어렵다.

## 고양이
고양이도 신부전증에 걸릴 수 있는데 고양이의 생명을 위협하는 천적 중의 하나이다. 그래서 신부전증은 고양이의 무서운 천적이다.

## 같이 보기
- 만성 신부전(CKD)
- 만성피로증후군(CFS)
- 대사 증후군
- 부신
- 심장 기능상실